# Bitfinex
Bitfinex je kryptoměnovou burzou založenou a sídlící již od roku 2012 v Hongkongu. Za burzou stojí firma iFinex Inc., která je registrovaná na Britských Panenských ostrovech. Na Bitfinexu lze směnit 83 oblíbených kryptoměn. Tato burza je kvůli svým mnoha nastavením, funkcím a nástrojů vhodná spíše pro pokročilé.

## Historie
Kryptoměnová burza Bitfinex byla založena firmou iFinex Inc. v prosinci 2012 v Hongkongu, kde má také své sídlo. Zpočátku se Bitfinex zaměřoval pouze na Bitcoin, ale posléze přidával i další kryptoměny. 
Burza má také svou vlastní kryptoměnu Tether. Její první tokeny byly vydány v říjnu 2014. Tehdy se ještě jmenovala Realcoin. Až v listopadu 2014 byla přejmenována na Tether (USDT). Tether, který stojí na blockchainu Bitcoinu, má obchodníkům umožnit přesun finančních prostředků do stabilnějšího aktiva, než jsou klasické a často nestabilní kryptoměny. Jeho stabilitu zajišťuje krytí americkými dolary v poměru 1:1. Burza reálnost tohoto krytí dokázala vnitřním auditem společnosti. I přesto po auditu 15. října 2018 klesla cena Tetheru na 0,94 USD.
V květnu 2015 bylo z burzy zcizeno hackerským útokem 1500 Bitcoinů a 2. srpna 2016 119756 Bitcoinů v celkové hodnotě 72 miliónů dolarů. To vedlo k poklesu ceny Bitcoinu o 20 %. Burza tento problém vyřešila tím, že ztrátu rozdělila mezi všechny uživatele, a poté ji kompenzovala vytvořením tokenů BFX, přičemž 1 token stál 1 dolar. 
Ještě začátkem roku 2018 burza nabízela pouze 15 kryptoměn, ale v prosinci téhož roku to bylo již 83. Tato změna nebyla však jediná. Změnil se i požadovaný minimální vklad k aktivaci účtu, který byl ještě počátkem stejného roku 1 tisíc amerických dolarů, kdežto v dubnu téhož roku se zvýšil na částku 10 tisíc amerických dolarů. Až s touto částku na účtu může obchodník aktivovat svůj účet na burze a začít obchodovat.

## Platforma
Burza Bitfinex provozuje komplexní obchodní platformu, která obsahuje mnoho nastavení, funkcí a nástrojů. Platformu může obchodník nastavit včetně oken s cenovým grafem. Do grafů může přidávat pomocné indikátory, zakreslovat trendové čáry apod. Přes mnoho prvků, které ocení spíše pokročilí obchodníci, je však vše přehledné a intuitivní. Přesto se burza neprezentuje jako platforma pro úplné začátečníky. 
Na této burze lze nakupovat i prodávat 83 kryptoměn s pomocí sedmi různých obchodních příkazů proti americkému dolaru nebo Bitcoinu. Méně známé kryptoměny lze obchodovat s ethery v páru. 
Příkazem Limit obchodník vytvoří nabídku na nákup nebo prodej konkrétního množství měny za určitou cenu. Příkazem Market pak pouze nakupuje nebo prodává určité množství zvolené kryptoměny za aktuální cenu. Tu nevolí. Další obchodní příkazy tyto dva upřesňují. Jsou zde např. příkazy pro automatické zavření obchodních pozic (Stop a Trailing Stop), přičemž Stop-Limit tedy stanovuje maximální či minimální cenu pro nákup nebo prodej. Jiné upřesnění je např. možnost Fill or Kill pro příkaz Limit. Tato nabídka musí být hned a v plném rozsahu realizovaná, nebo bude zrušena. 
Burza Bitfinex také umožňuje obchodovat až s trojnásobnou finanční pákou, což obchodníkovi umožňuje disponovat (půjčit si) až s třikrát větším objemem financí, než kolik je jeho investice. Jeho zisky tedy mohou být až trojnásobné vyšší, stejně tak i ztráty. Za půjčené peníze je účtován swap (denní úrok) – odměna pro obchodníka, který peníze k obchodu skrze finanční páku půjčil.

## Založení účtu
K založení účtu musí obchodní zadat pouze uživatelské jméno, email a heslo, popř. číslo mobilního telefonu pro větší zabezpečení. Mobilní telefon umožňuje 2FA ověřování, které spočívá ve stáhnutí aplikace ke generování kódu do mobilního telefonu. Kód je následně vygenerován vždy pro ověřování všech podstatných aktivit: výběr peněz, změna hesla atd. 
K úplné aktivaci účtu je ještě třeba vložit finance v hodnotě 10 tisíc amerických dolarů. Bez této částky na účtu nemůže obchodník začít na burze obchodovat nebo využívat dalších jejích funkcí. Po této aktivaci však již není nutné takový obnos na účtu držet. Obchodovat lze klidně i s pouhými 10 dolary. 
Pokud chce obchodník vkládat nebo vybírat finanční prostředky také v amerických dolarech (fiat měnách), musí projít ještě další verifikací, která může trvat 6 - 8 týdnů. Ta spočívá ve vyplnění online formuláře, v prokázání plnoletosti, vyplnění telefonního čísla, emailové adresy a adresy bydliště, doložení dvou typů dokladů s fotografií (např. občanský průkaz, řidičský průkaz nebo cestovní pas), popř. doložení jednoho dokladu a verifikovat se skrze skype chat se zástupci burzy. Dále je nutné doložit potvrzení adresy mladší tří měsíců a bankovní prohlášení se jménem obchodníka, přičemž první vklad musí být proveden právě z tohoto účtu. 
Obchodník na účet vkládá prostředky skrze tlačítko Deposit, kde ze seznamu vybere kryptoměnu, ve které vklad uskuteční, popř. americké dolary. Poté postupuje dále podle instrukcí, často jde pouze o vygenerování adresy peněženky, na kterou vklad zašle. 
Vložit lze kteroukoliv z podporovaných 83 kryptoměn, přičemž zde není stanovený žádný minimální vklad. Poplatek za vklad podporovaných kryproměn není.